# Gran Premi d'Itàlia del 2004
El Gran Premi d'Itàlia del 2004 (oficialment anomenat LXXV Gran Premio Vodafone d'Italia 2004) va ser la quinzena prova de la temporada 2004 de Fórmula 1. Va tenir lloc al circuit de Monza, a Monza, Itàlia, del 10 al 12 de setembre del 2004.

## Resultats
| Pos | No | Pilot                | Equip              | Voltes | Temps/ Retirada  | Pos. de sortida | Punts |
| --- | -- | -------------------- | ------------------ | ------ | ---------------- | --------------- | ----- |
| 1   | 2  | Rubens Barrichello   | Ferrari            | 53     | 1h 15' 18. 448   | 1               | 10    |
| 2   | 1  | Michael Schumacher   | Ferrari            | 53     | + 1.347 s        | 3               | 8     |
| 3   | 9  | Jenson Button        | BAR - Honda        | 53     | + 10.197 s       | 6               | 6     |
| 4   | 10 | Takuma Sato          | BAR - Honda        | 53     | + 15.370 s       | 5               | 5     |
| 5   | 3  | Juan Pablo Montoya   | Williams - BMW     | 53     | + 32.352 s       | 2               | 4     |
| 6   | 5  | David Coulthard      | McLaren - Mercedes | 53     | + 33.439 s       | 10              | 3     |
| 7   | 4  | Antônio Pizzonia     | Williams - BMW     | 53     | + 33.752 s       | 8               | 2     |
| 8   | 11 | Giancarlo Fisichella | Sauber - Petronas  | 53     | + 35.431 s       | 15              | 1     |
| 9   | 14 | Mark Webber          | Jaguar - Cosworth  | 53     | + 56.761 s       | 12              |       |
| 10  | 7  | Jarno Trulli         | Renault            | 53     | + 1' 06.316 min. | 9               |       |
| 11  | 16 | Ricardo Zonta        | Toyota             | 53     | + 1' 22.531 s    | 11              |       |
| 12  | 12 | Felipe Massa         | Sauber - Petronas  | 52     | + 1 Volta        | 16              |       |
| 13  | 15 | Christian Klien      | Jaguar - Cosworth  | 52     | + 1 Volta        | 14              |       |
| 14  | 18 | Nick Heidfeld        | Jordan - Ford      | 52     | + 1 Volta        | 20              |       |
| 15  | 21 | Zsolt Baumgartner    | Minardi - Cosworth | 50     | + 3 Voltes       | 19              |       |
| Ret | 8  | Fernando Alonso      | Renault            | 40     | Virolla          | 4               |       |
| Ret | 19 | Giorgio Pantano      | Jordan - Ford      | 33     | Accident         | 17              |       |
| Ret | 20 | Gianmaria Bruni      | Minardi - Cosworth | 29     | Incendi          | 18              |       |
| Ret | 6  | Kimi Räikkönen       | McLaren - Mercedes | 13     | Motor            | 7               |       |
| Ret | 17 | Olivier Panis        | Toyota             | 0      | Accident         | 13              |       |

## Altres
- Pole: Rubens Barrichello 1' 20. 089

- Volta ràpida: Rubens Barrichello 1' 21. 046 (a la volta 41)